# Punta Dufour
La Punta Dufour (pron. fr. AFI: [dyfuʁ]; 4.634 m s.l.m. - in tedesco Dufourspitze, in francese Pointe Dufour - detta anche Monte Rosa) è la vetta più alta del massiccio del Monte Rosa. È la cima più alta della Svizzera e delle Alpi Pennine, ed è la seconda cima più alta delle Alpi e dell'Europa occidentale, dopo il Monte Bianco. Si trova fra la Svizzera (Canton Vallese) e l'Italia (Piemonte, provincia del Verbano-Cusio-Ossola). Il picco è interamente in territorio svizzero, 180 m a ovest della linea di confine.

## Toponimo
La vetta acquisì l'attuale nome nel 1863, quando il Consiglio federale decise di dedicarla a Guillaume-Henri Dufour, generale e cartografo dell'esercito svizzero, sotto la cui direzione furono compiuti una serie di rilievi topografici militari, tra i quali quelli riguardanti il massiccio del Monte Rosa. In precedenza la vetta era conosciuta come Höchste Spitze, ovvero "la punta più alta", in tedesco, e come Cima Rosa, Faro di Macugnaga, o Cima Macugnaga in italiano.

## Caratteristiche
È la vetta più alta delle Alpi svizzere, nonché la terza di tutte le Alpi se si considerano il Monte Bianco e il Monte Bianco di Courmayeur come vette distinte. La sua parete est sopra il comune di Macugnaga è la più alta delle Alpi. La montagna si presenta come una cresta orientata sull'asse ovest-est dove si possono individuare in modo particolare tre vette principali (da ovest verso est):
- Punta Dufour - 4.634 m
- Punta Dunant - 4.632 m
- Grenzgipfel - 4.618 m[4]

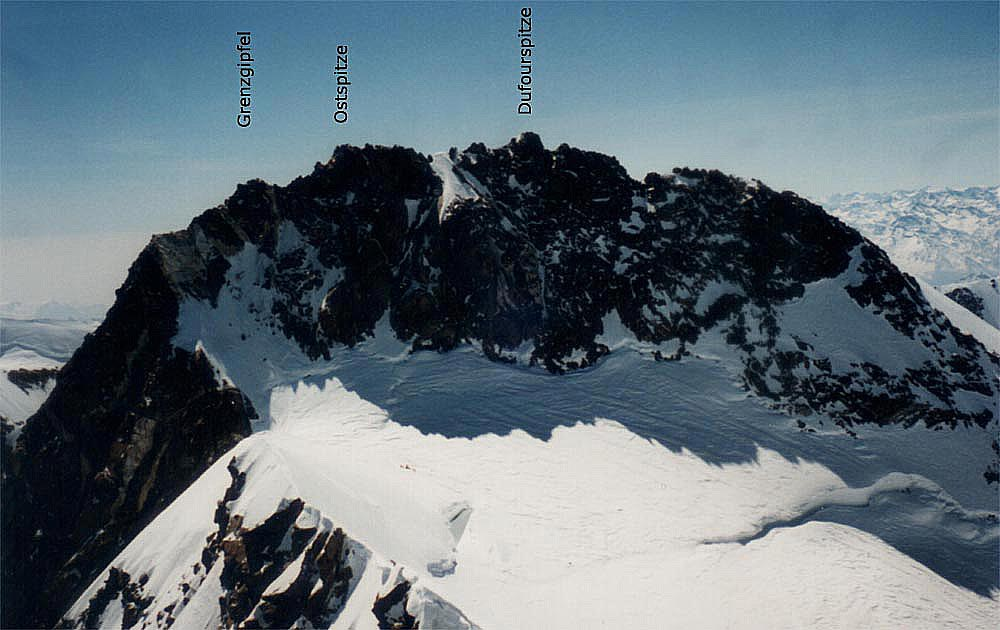
La Punta Dufour vista dalla Punta Nordend. Sono indicate le vette principali.

Verso sud-est scende la cresta che passando per il Grenzsattel (4.453 m) la congiunge con la Punta Zumstein. Verso nord la Silbersattel conduce alla Punta Nordend. Particolarmente imponente è il versante est della montagna che precipita su Macugnaga.

## Prime ascensioni
La prima ascensione fu realizzata il 1º agosto 1855 da John Birkbeck, Charles Hudson, Ulrich Lauener, Christopher Smyth, James G. Smyth, Edward Stephenson, Matthäus Zumtaugwald e Johannes Zumtaugwald, che salirono partendo da Zermatt.
La prima ascensione del versante orientale fu effettuata, partendo da Macugnaga, lungo il canalone Marinelli, il 22 luglio 1872 dai britannici Richard, William Martin Pendlebury e Charles Taylor, dall'italiano Giovanni Oberto, dallo svizzero Ferdinand Imseng e dall'austriaco Gabriel Spechtenhauser.
La prima ascensione invernale alla Este della Dufour fu compiuta il 5-6 Febbraio 1965 da Luciano Bettineschi, Felice Iacchini, Michele Pala e Lino Pironi. 

## Salite alla vetta

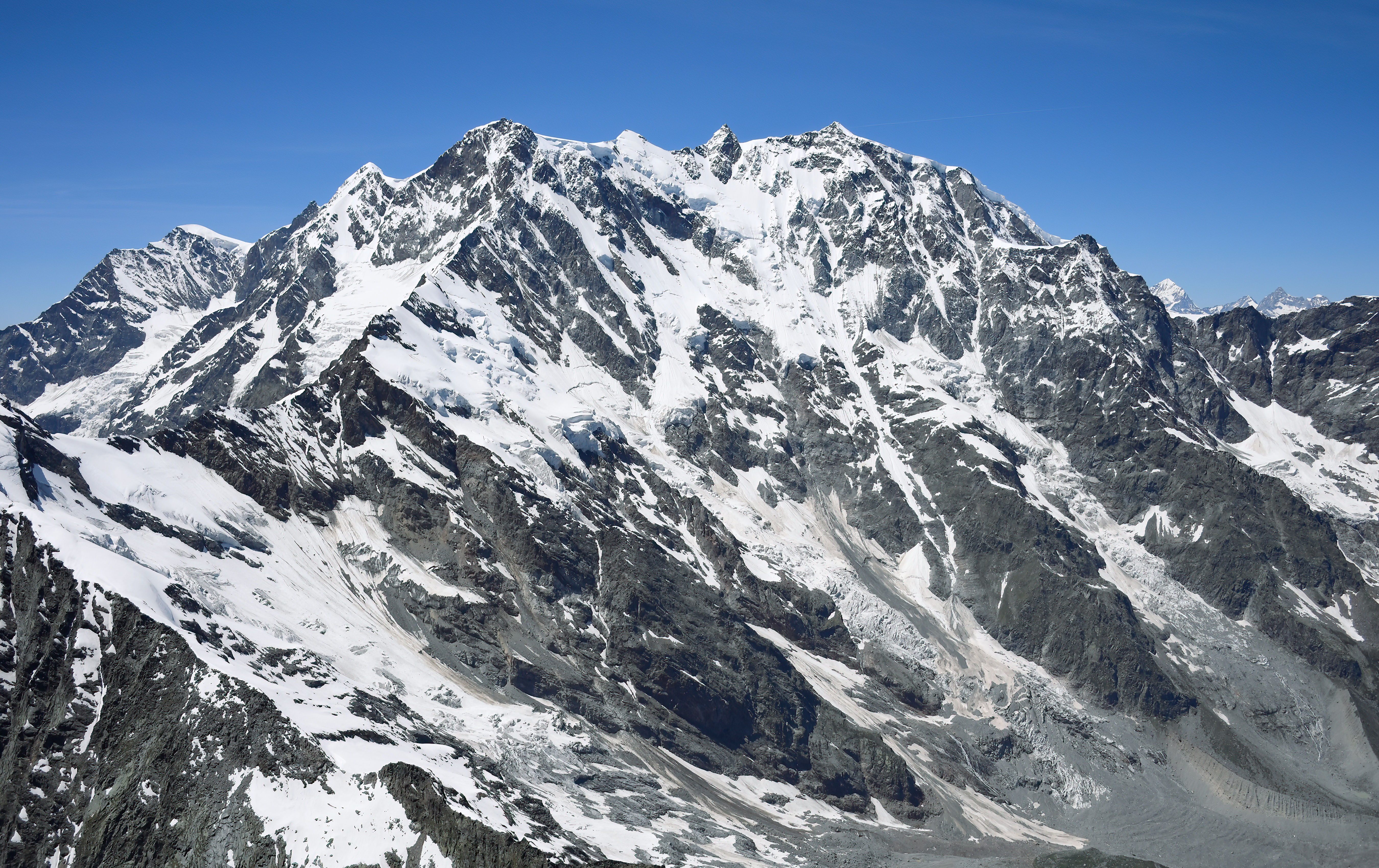
Versante est del Monte Rosa. La punta Dufour è la vetta rocciosa al centro della fotografia.

La via normale alla vetta si svolge lungo il versante svizzero partendo dalla Monte Rosa Hütte. Si sviluppa quasi interamente su ghiacciaio, è classificata come abbastanza difficile (AD) ed è, nonostante la lunghezza, uno degli itinerari più frequentati del Vallese. Dal rifugio (2.795 m) si risale la morena passando dall'Untere Plattje e poi dall'Obere Plattje (3.277 m), si entra quindi nel Monte Rosa gletscher (ghiacciaio del Monte Rosa) alquanto crepacciato e lo si percorre lasciando sulla sinistra la quota 3.827. Ad un certo punto si piega a destra abbandonando la traccia che sale al Silbersattel e poi alla Punta Nordend e si guadagna la sella (4.359 m). Si percorre infine la cresta ovest e si raggiunge la vetta.
Un'altra via normale consiste nel raggiungere il Silbersattel e risalire poi il canale nevoso del versante nord. La via normale italiana di salita alla vetta è invece lunga e delicata e consiste nel partire dalla Capanna Regina Margherita, scendere al Colle Gnifetti (4.452 m), salire la Punta Zumstein (4.563 m), scendere nuovamente al Grenzsattel (4.453 m) e iniziare finalmente l'arrampicata vera e propria alla Punta Dufour, attraverso la cresta sud-est di rocce e neve, valutata AD. Altra via alpinistica di salita alla vetta si snoda lungo la costola più marcante nella parete sud, detta Cresta Rey. La cresta è classificata D-.

## Galleria d'immagini

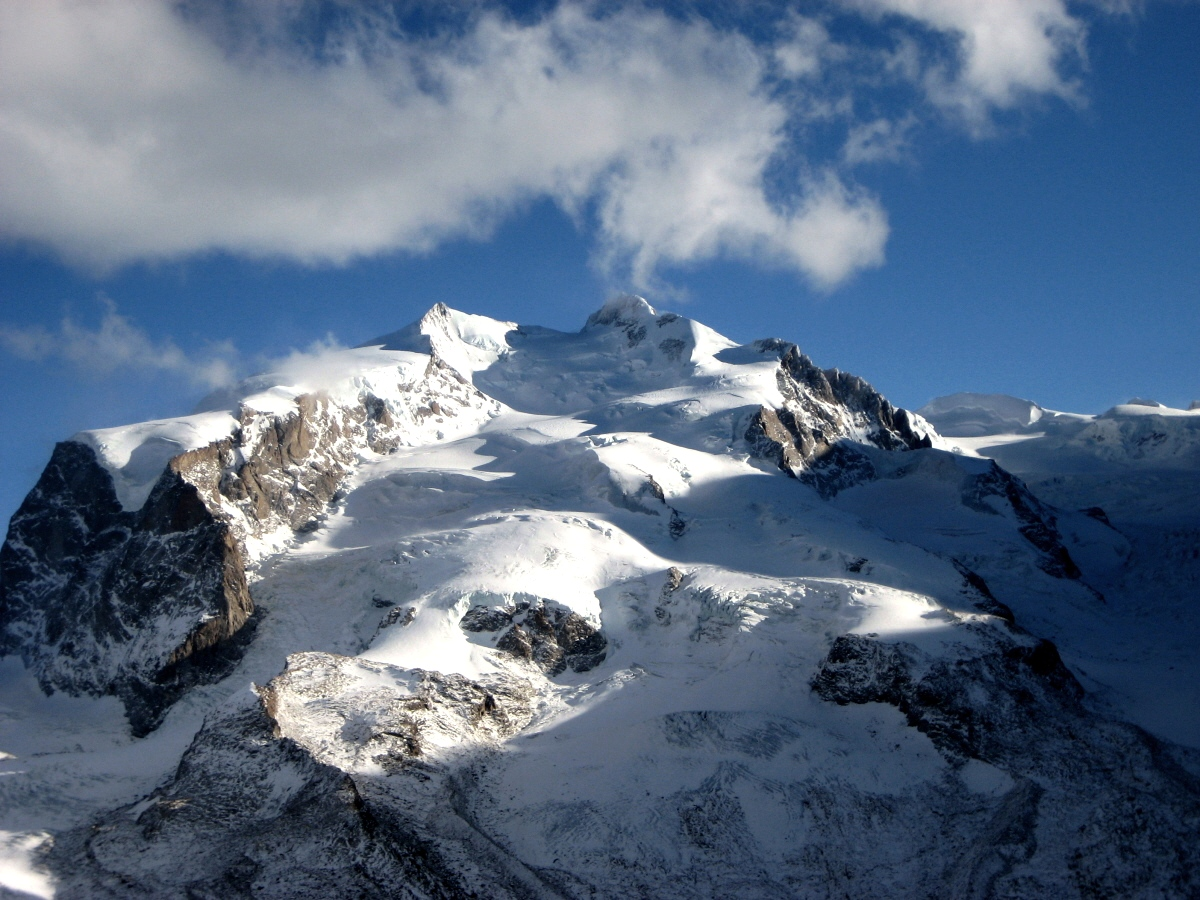
Nordend (sinistra) e Punta Dufour (destra) visti dal versante nord.
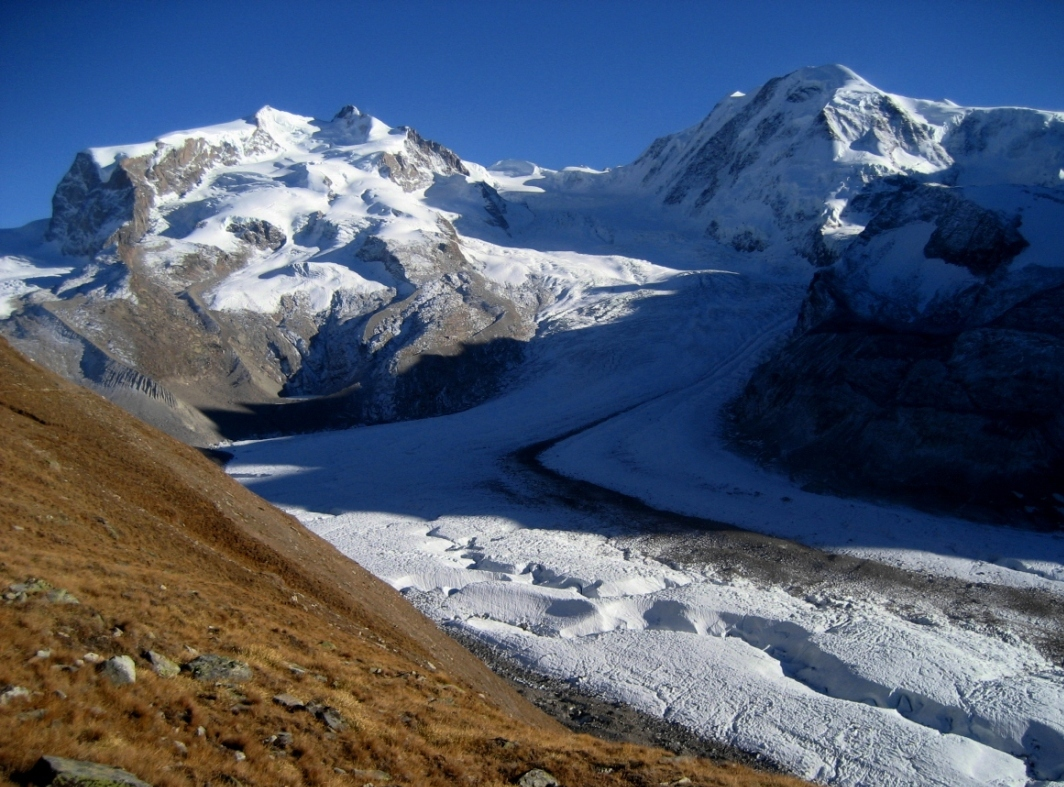
Il Monte Rosa ed il Ghiacciaio del Gorner. La punta Dufour si trova sulla sinistra.